# گالوکه
گالوکه (به لاتین: Galuke) یک منطقهٔ مسکونی در سری‌لانکا است که در استان مرکزی (سری‌لانکا) واقع شده‌است.